# 多元文化倫敦英語
多元文化伦敦英语（Multicultural London English）是一种于20世纪末出現的英语社会方言，其使用者主要是生活在伦敦的多元文化主義地区的工人阶级青年。
在英国其他城市（如伯明翰、曼彻斯特）的多元文化社区也出现了多元文化倫敦英語的变体，这些变体是多元文化倫敦英語和当地特色相融合的产物。